# Neritina zebra
Neritina zebra (Neritina natalensis) je sladkovodní plž z čeledi zubovcovití původem v Jižní Africe, který dorůstá délky okolo 3 cm. Jedná se o známého býložravého plže často chovaného v akváriu při 5 - 20 °dGH. Je mírumilovný, ale může se stát, že uteče z akvária, proto je třeba akvárium dobře zakrýt. Jeho ulita je poměrně těžká a při pádu na dno akvária se může poškodit.
Konzumují výhradně řasy všech druhů včetně vláknitých. Je známo několik barevných forem, všechny však mají na ulitě charakteristické černé pruhy. Dýchá žábrami, na rozdíl od ampulárií se tedy nepotřebuje nadechovat nad hladinou vody. Neritiny mají těžkou ulitu, která se při dopadu na dno akvária může poškodit. Někdy mají problémy s otáčením když leží na zádech a hrozí i jejich úhyn.

## Rozmnožování

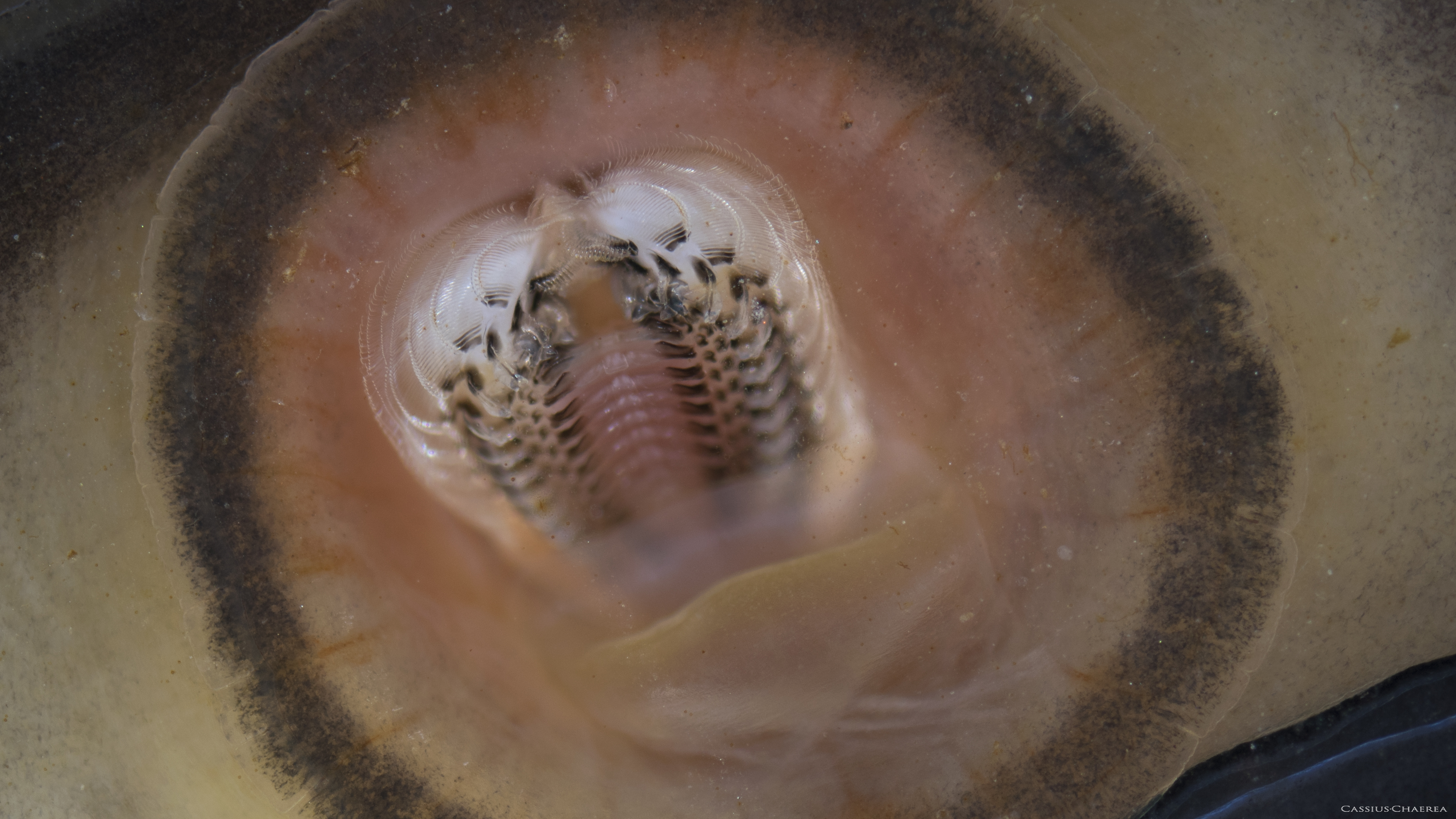
Neritina zebra, ústní otvor při krmení řasami ze skla

Neritina zebra má oddělené pohlaví (není hermafrodit). Samička může klást vajíčka i několik týdnů poté, co se setkala se samečkem. Vajíčka jsou bílá, vylíhne se z nich larva, jejíž velikost je cca 1 mm. Larva se po vylíhnutí dostává s proudem voda do moře. Až po ukončení jejího vývoje - přeměna na neplovoucího plže, se vrací zpět do vodního toku. Během života putuje neustále proti proudu.

## Chov v akváriu
- Chov ryby: Nenáročný, doporučený počet šneků je 1 kus na 60 litrů. Podstatné je zajistit šnekům dostatek potravy - řasy.[1]
- Teplota vody: 22–28°C[1]
- Kyselost vody: 5–9pH[1]
- Tvrdost vody: 2–50°dGH[1]
- Krmení: Konzumují výhradně řasy všech druhů. Rostlinou a živočišnou potravu ignorují.[1]
- Rozmnožování: V akváriu se odchov nedaří, protože larvy v přírodě putují do moře.[1]